# Сан-Корбиниано (титулярная церковь)
Титуля́рная це́рковь Са́н-Корбиниа́но (лат. Titulus Sancti Corbiniani) — титулярная церковь была создана Папой Бенедиктом XVI 20 ноября 2010 года буллой «Purpuratis Patribus». Он настаивал на строительстве новой приходской церкви Сан-Корбиниано на виа Карла Орфа, посвящение которой является данью уважения самому Бенедикту XVI по инициативе кардинала Фридриха Веттера, эмерита-архиепископ Мюнхена и Фрайзинга. На самом деле, на гербе Папы изображен медведь Сан-Корбиниано. Титул принадлежит приходской церкви Сан-Корбиниано, расположенной в городской зоне Инфернетто, на виа Эрманно Вольфа Феррари 201.
Любопытно, что на момент возведения титула церковь еще не была освящена, потому что строилась. Сам папа освятил церковь Сан-Корбиниано 20 марта 2011 года.

## Список кардиналов-священников титулярной церкви  Сан-Корбиниано
- Рейнхард Маркс — (20 ноября 2010 — по настоящее время).